# Gregor Mendel

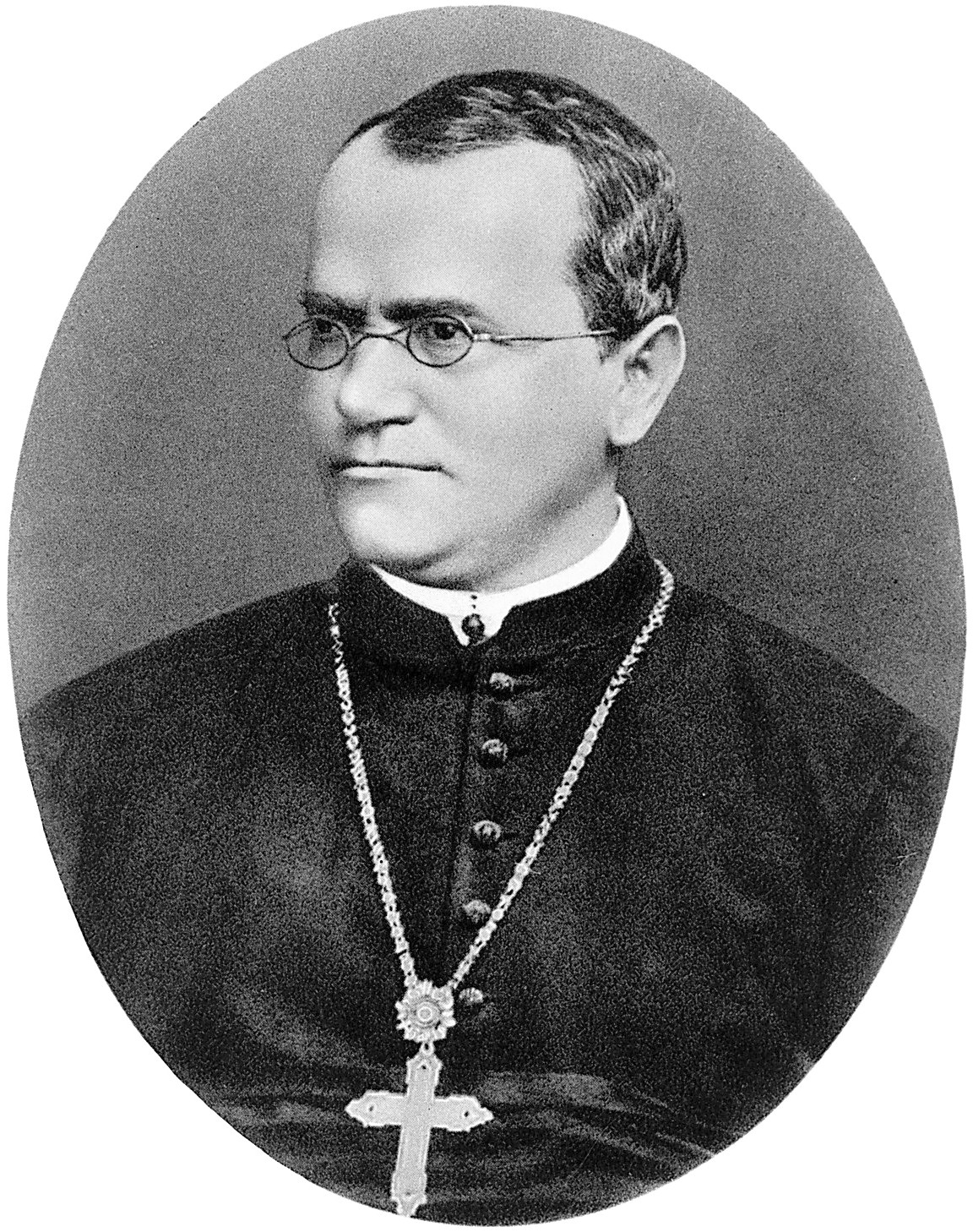
Gregor Mendel.

Gregor Johann Mendel (Heinzendorf, 20 de julio de 1822-Brno, 6 de enero de 1884) fue un fraile agustino católico y naturalista. Formuló, por medio de los trabajos que llevó a cabo con diversa variedad de guisantes y arvejas (Pisum sativum), las hoy llamadas leyes de Mendel que dieron origen a la herencia genética. Los primeros trabajos en genética fueron realizados por Mendel. Inicialmente efectuó cruces de semillas, las cuales se particularizaron por salir de diferentes estilos y algunas de su misma forma. En sus resultados encontró caracteres que, según el alelo sea dominante o recesivo, pueden expresarse de distintas maneras. Los alelos dominantes, se caracterizan por determinar el efecto de un gen y los recesivos por no tener efecto genético (dígase, expresión) sobre un fenotipo heterocigótico.
Su trabajo no fue valorado cuando lo publicó en 1865. Hugo de Vries, Carl Correns, Erich von Tschermak y William Bateson, quien acuñó los términos "genética" (término que utilizó para solicitar el primer instituto para el estudio de esta ciencia) y "alelo" (extendiendo las leyes de Mendel a la Zoología), redescubrieron por separado las leyes de Mendel en 1900.

## Biografía

Escudo de armas de Gregor Mendel como abad de Santo Tomás de Brünn.

Gregorio Mendel nació el 20 de julio de 1822 en el seno de una familia de alemanes de los Sudetes, en un pueblo llamado Heinzendorf (hoy Hynčice, en el norte de Moravia, República Checa) en la provincia austriaca, y fue bautizado con el nombre de Johann Mendel. Tomó el nombre de padre Gregorio al ingresar como fraile agustino, el 9 de octubre de 1843, en el convento de agustinos de Brünn (conocido actualmente como Brno) y sede de clérigos ilustrados. El 6 de agosto de 1847 fue ordenado sacerdote. En 1849 realizó un examen con intención de ingresar como profesor en una escuela secundaria en Znaim (actualmente conocida como Znoimo), pero suspendió. En 1851 ingresó a la Universidad de Viena donde estudió historia, botánica, física, química y matemática. Allí comenzaría diversos análisis sobre la herencia de los guisantes.
Mendel fue titular de la prelatura de la Imperial y Real Orden Austriaca del emperador Francisco José I, director emérito del Banco Hipotecario de Moravia, fundador de la Asociación Meteorológica Austriaca, miembro de la Real e Imperial Sociedad Morava y Silesia para la Mejora de la Agricultura, Ciencias Naturales, Conocimientos del País y jardinero (aprendió de su padre como hacer injertos y cultivar árboles frutales).
Mendel presentó sus trabajos en las reuniones de la Sociedad de Historia Natural de Brünn (Brno) el 8 de febrero y el 8 de marzo de 1865, y los publicó posteriormente como Experimentos sobre hibridación de plantas (Versuche über Plflanzenhybriden) en 1866 en las actas de la Sociedad. Sus resultados fueron ignorados por completo, y tuvieron que transcurrir más de treinta años para que fueran reconocidos y entendidos. Charles Darwin, que podría haber sacado mucho partido a este trabajo de Mendel, no llegó a conocerlo.
Al tipificar las características fenotípicas (apariencia externa) de los guisantes las llamó «caracteres». Usó el nombre «elemento» para referirse a las entidades hereditarias separadas. Su mérito radica en darse cuenta de que en sus experimentos (variedades de guisantes) siempre ocurrían en variantes con proporciones numéricas simples.
Los «elementos» y «caracteres» han recibido posteriormente muchos nombres, pero hoy se conocen de forma universal con el término genes, que sugirió en 1909 el biólogo danés Wilhelm Ludwig Johannsen. Y, para ser más exactos, las versiones diferentes de un gen responsables de un fenotipo particular se llaman alelos. Los guisantes cuyas semillas son verdes y amarillos corresponden a distintos alelos del gen responsable del color de las semillas.
Mendel falleció el 6 de enero de 1884 en Brünn, a causa de una nefritis crónica.

## Leyes de Mendel (1865)

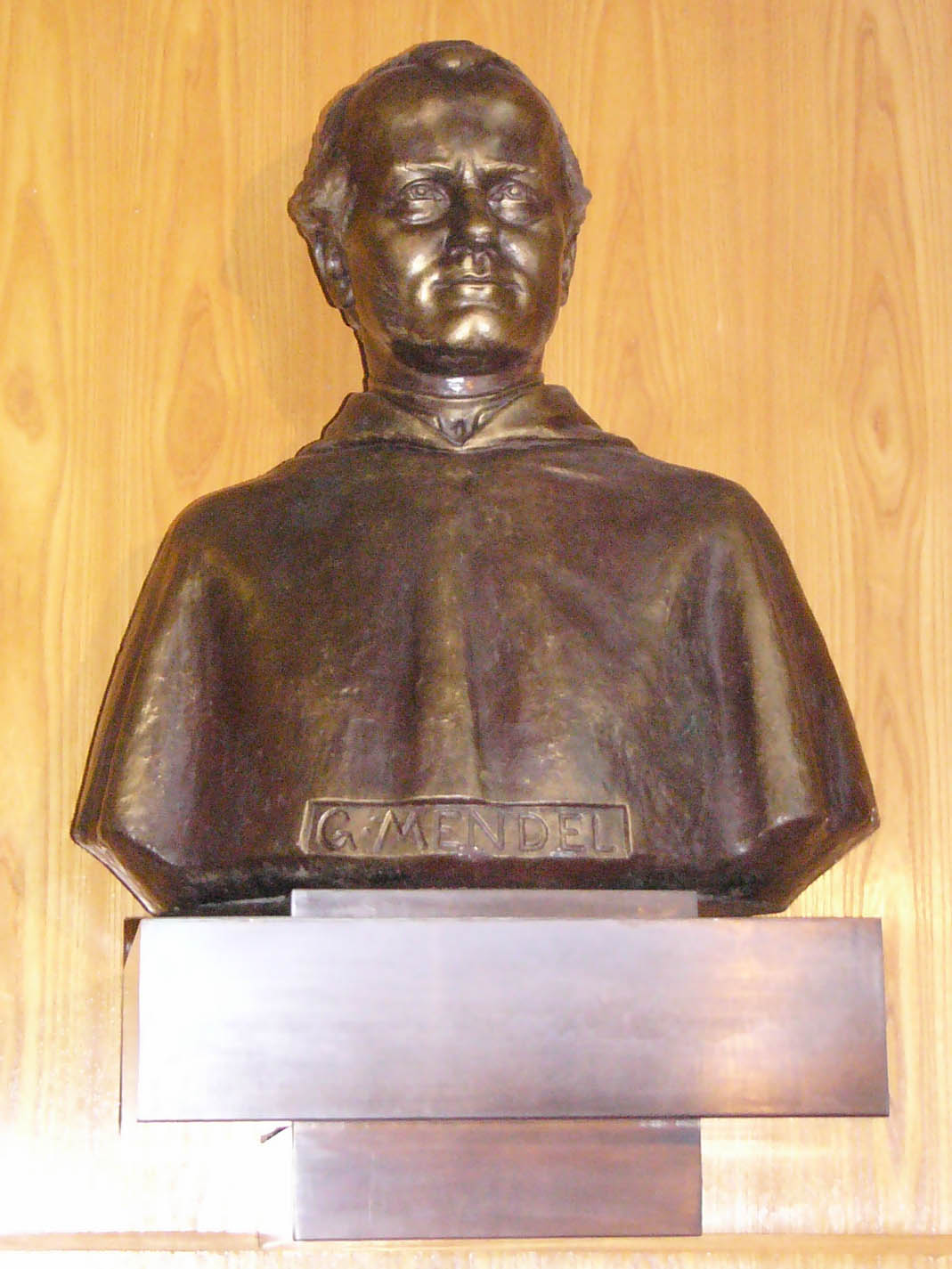
Busto de Gregor Mendel.

- Primera ley o principio de la uniformidad: «Cuando se cruzan dos individuos de raza pura, los híbridos resultantes son todos iguales». El cruce de dos individuos homocigóticos, uno de ellos dominante (AA) y el otro recesivo (aa), origina solo individuos heterocigóticos, es decir, los individuos de la primera generación filial son uniformes entre ellos (Aa).

- Segunda ley o principio de la segregación: «Ciertos individuos son capaces de transmitir un carácter aunque en ellos no se manifieste». El cruce de dos individuos de la F1, que es la primera generación filial (Aa), dará origen a una segunda generación filial en la cual reaparece el fenotipo "a", a pesar de que todos los individuos de la F1 eran de fenotipo "A". Esto hace presumir a Mendel que el carácter "a" no había desaparecido, sino que solo había sido "opacado" por el carácter "A" pero que, al reproducirse un individuo, cada carácter se segrega por separado.

- Tercera ley o principio de la combinación independiente: Hace referencia al cruce polihíbrido (monohíbrido: cuando se considera un carácter; polihíbrido: cuando se consideran dos o más caracteres). Mendel trabajó este cruce en guisantes, en los cuales las características que él observaba (color de la semilla y rugosidad de su superficie) se encontraban en cromosomas separados. De esta manera, observó que los caracteres se transmitían independientemente unos de otros. Esta ley, sin embargo, deja de cumplirse cuando existe vinculación (dos genes están muy cerca y no se separan en la meiosis).

Algunos autores obvian la primera ley de Mendel, y por tanto llaman «primera ley» al principio de la segregación y «segunda ley» al principio de la transmisión independiente (para estos mismos autores, no existe una «tercera ley»).

## Experimentos de Mendel
Mendel inició sus experimentos eligiendo dos plantas de guisantes que diferían en un carácter, cruzó una variedad que producía semillas amarillas con otra que producía semillas verdes; estas plantas forman la llamada generación parental (P).
Como resultado de este cruce se produjeron plantas que producían nada más que semillas amarillas, repitió los cruces con otras plantas de guisante que diferían en otros caracteres y el resultado era el mismo, se producía un carácter de los dos en la generación filial. Al carácter que aparecía lo llamó carácter dominante y al que no, carácter recesivo. En este caso, el color amarillo es uno de los caracteres dominantes, mientras que el color verde es uno de los caracteres recesivos.
Las plantas obtenidas de la generación parental se denominan en conjunto primera generación filial (F1).
Mendel dejó que se autofecundaran las plantas de la primera generación filial y obtuvo la llamada segunda generación filial (F2), compuesta por plantas que producían semillas amarillas y por plantas que producían semillas verdes en una proporción aproximada a 3:1 (tres de semillas amarillas y una de semillas verdes). Repitió el experimento con otros caracteres diferenciados y obtuvo resultados similares en una proporción 3:1.
A partir de esta experiencia, formuló las dos primeras leyes.
Más adelante decidió comprobar si estas leyes funcionaban en plantas diferenciadas en dos o más caracteres, para lo cual eligió como generación parental a plantas de semillas amarillas y lisas y a plantas de semillas verdes y rugosas.
Las cruzó y obtuvo la primera generación filial, compuesta por plantas de semillas amarillas y lisas, con lo cual la primera ley se cumplía; en la F1 aparecían los caracteres dominantes (amarillos y lisos) y no los recesivos (verdes y rugosos).
Obtuvo la segunda generación filial autofecundando a la primera generación filial y obtuvo semillas de todos los estilos posibles, plantas que producían semillas amarillas y lisas, amarillas y rugosas, verdes y lisas y, verdes y rugosas; las contó y probó con otras variedades y se obtenían en una proporción 9:3:3:1 (nueve plantas de semillas amarillas y lisas, tres de semillas amarillas y rugosas, tres de semillas verdes y lisas y una planta de semillas verdes y rugosas).

## Mendel y la apicultura

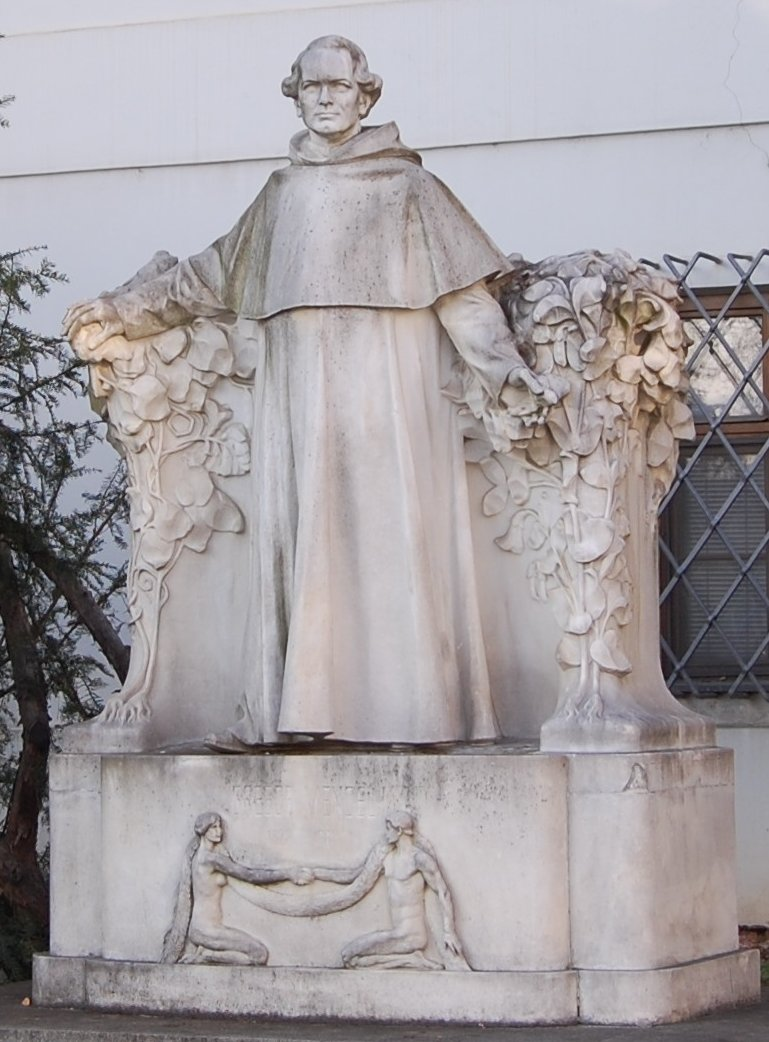
Escultura de Mendel en el jardín del convento de Brno en el que investigó.

Un aspecto no muy conocido fue su dedicación durante los últimos 10 años de su vida a la apicultura. Mendel reconoce que las abejas resultaron un modelo de investigación frustrante. Es probable que el experimento realizado con abejas tuviera como objetivo confirmar la teoría de la herencia.
En 1854 Mendel discute en Silesia con los apicultores la hipótesis de Jan Dzierzon que enuncia que las reinas infértiles o los huevos que no son fecundados por esperma de los machos producen zánganos, produciéndose reproducción sexual en las hembras y reproducción asexual en los machos o zánganos. A este proceso Jan Dzierzon lo denominó partenogénesis.
La teoría de Dzierzon fue confirmada por hibridación, si bien el cruce de abejas es difícil, pues durante el vuelo nupcial de la reina no debe haber zánganos extraños. Por ello, Mendel construyó una jaula de tejido de cuatro metros de largo y cuatro de alto, situando la colmena en el interior de ella, para lograr el objetivo deseado que era realizar los cruces necesarios para lograr los híbridos de diferentes razas de abejas. Pero la teoría de Dzierzon no se confirmó en vida de Mendel. Seguramente lo que Mendel pretendía era probar la segregación de caracteres genéticos.
El director de la Sociedad de Apicultura de Brünn (Brno), Ziwansky, proveyó diferentes razas de abejas de la especie Apis mellifera: italianas (Apis mellifera ligustica), carniolas (Apis mellifera carnica), egipcias y chipriotas, que los apicultores locales reproducían. Las chipriotas fueron obtenidas directamente de Chipre por el conde Kolowrat. Algunas de las abejas con diferencias de colores fueron obtenidas de Pernambuco (estado) (Brasil), incluidos algunos especímenes de Sudamérica. Estos fueron enviados por el profesor Macowsky a Mendel y eran abejas de la especie Trigona lineata, melipónidos o abejas sin aguijón, criadas durante dos años sucesivos.
Mendel fue un activo miembro de la Sociedad de Apicultura de Brünn (Brno) y en 1871 fue nombrado presidente de la misma. Entre el 12 y el 14 de septiembre de 1871, Mendel y Ziwansky fueron delegados por la Asociación de Apicultura de Brünn (Brno) al Congreso de Apicultura en lengua germana a desarrollarse en Kiel. En 1873 Mendel declinó la presidencia y en 1874 fue reelecto, pero por circunstancias personales privadas indicó que le resultaba imposible ocupar el cargo. En 1877 se afirma, en Honigbienen (la revista de la Asociación), que el prelado de las abejas poseía 36 colmenas. Pero en realidad el interés biológico de Mendel residía en la relación que tienen las abejas con las flores.

## La paradoja mendeliana
En 1936, R. A. Fisher, prominente estadístico y genetista de poblaciones, concluyó que los datos de la mayoría de “los experimentos de Mendel, si no todos, fueron falsificados para responder a sus propias expectativas.”  En privado, Fisher describió el descubrimiento de que los datos de Mendel habían sido "falseados" como una "experiencia escandalosa"
Según un historiador, cuatro líneas de evidencia apoyan la desalentadora opinión de Fisher:
1. Una y otra vez, las observaciones de Mendel se acercan incómodamente a sus expectativas. Como dijo el Dr. Edwards, "uno puede aplaudir al jugador afortunado, pero cuando este jugador vuelve a tener suerte mañana, y al día siguiente, y al siguiente, uno tiene derecho a ser un poco desconfiado." De hecho, los resultados tan cercanos a las expectativas, como los reportados por Mendel, deberían ocurrir en solo 1 de 33.000 repeticiones. En otras palabras, los resultados de Mendel son demasiado buenos para ser verdad.
2. En un subconjunto de sus experimentos con guisantes, Mendel puso a prueba la composición genética de plantas F2 mostrando la característica dominante. Su teoría lo llevó a confirmar su expectativa de que la relación entre heterocigotos y homocigotos en dichos casos es 2: 1. Sin embargo, debido a que Mendel solo probó 10 progenies por planta, puede demostrarse en términos estadísticos que la relación esperada entre heterocigotos y homocigotos sería de 1,7 a 1 AA. Mendel aparentemente esperaba, equívocamente, una relación observable 2: 1. De modo sorprendente, los resultados informados coinciden en gran medida con esta ingenua expectativa. En general, semejante discrepancia con la relación correcta 1.7 a 1 "apenas podría ocurrir por casualidad una vez en 2000 ensayos" [3, p.162].
3. Es muy probable que Mendel se haya encontrado con excepciones a su ley de surtido independiente, pero que haya elegido no reportarlas en su conocido artículo. Mendel, escribió Fisher, "puede haber tenido conocimiento acerca de otros factores en los guisantes además de aquellos con los cuales se vinculaban sus experimentos, los cuales, sin embargo, no podrían haber sido introducidos sin provocar una complicación indeseable."
4. El biógrafo de Mendel nos dice que Mendel pudo haber ordenado la "destrucción póstuma de sus cuadernos científicos. Se había cansado de la lucha y no deseaba ser expuesto a malas interpretaciones después de su muerte." [p. 281]. ¿Podría la mala interpretación que preocupaba a Mendel estar relacionada con irregularidades en sus registros?
Esto da lugar a la Paradoja Mendeliana. Por una parte, ¿podría la ciencia de la genética deber sus orígenes a un fraude científico innecesario? Por otra parte, todo lo que sabemos acerca de la personalidad de Mendel y su amor a la ciencia sugiere que era incapaz tanto de desarrollar una conducta fraudulenta de modo deliberado como de adaptar sus resultados de modo inconsciente y a gran escala.
Ha habido varios intentos por resolver la paradoja mendeliana.
1. La solución más directa sostiene que los datos reportados por Mendel son estadísticamente sólidos. Franz Weiling, por ejemplo, llegó a la conclusión de que Mendel informaba fielmente sus observaciones. Un análisis exhaustivo del año 2008 llevó a Allan Franklin y a sus colegas a una conclusión similar.
Otros, sin embargo, insisten en que la Paradoja Mendeliana no puede resolverse apelando a estadísticas. Por ejemplo, en 1966, Sewall Wright, otro conocido genetista de poblaciones, concluyó que no había duda de que los datos se ajustaban a las proporciones mucho más de lo que se puede esperar de accidentes de muestreo." [p.173]. Veinte años más tarde, un estadístico escribió: "A pesar de muchos intentos de encontrar una explicación, la sugerencia de Fisher de que los datos han sido sometidos a algún tipo de arreglo debe mantenerse. Un nuevo análisis (…) confirma esta conclusión de dos maneras distintas (…) Los resultados de Mendel realmente son demasiado semejantes a los esperados. " [pp. 302, 310]).
2. Fisher conjeturó que tal vez "Mendel había sido engañado por algún asistente que sabía demasiado bien lo que se esperaba."  No obstante, no hay evidencia de la existencia de tal asistente [p. 254] y es muy poco probable que el meticuloso Mendel hubiera dejado que cualquier persona desempeñara un papel tan decisivo en cada uno de sus experimentos.
3. El sesgo de confirmación implica el ajuste inconsciente de las observaciones para adecuarse a las expectativas. Por ejemplo, Mendel, de modo inconsciente e inintencionado, podría haber desechado algunas observaciones para acercar los resultados generales a sus propias expectativas.
4. Su escrito, subrayó Mendel, era un borrador de una conferencia, "por ello la brevedad de la exposición, esencial para una lectura pública" [p. 61]. Así, Mendel podría haber publicado selectivamente los datos que mejor ilustraban las hipótesis que proponía. [p. 288]. Sin embargo, por sí sola, esta explicación no suprime la sospecha de una violación ética, ya que la forma adecuada de lidiar con las limitaciones de tiempo y espacio implica el informe de una muestra representativa de los datos, no la exposición de datos que coinciden con la propia teoría.
5. En ocasiones podría plantearse un conflicto entre el imperativo moral de reportar imparcialmente las observaciones fácticas, y la urgencia aún más importante de promover el conocimiento científico. Mendel, por ejemplo, podría haberse sentido obligado a "simplificar sus datos para hacer frente a inconvenientes editoriales reales o temidos." Tal hecho podría justificarse por razones morales (y proporcionar así una resolución a la Paradoja Mendeliana), ya que la alternativa –‘negarse a obedecer las condiciones editoriales- podría haber significado una postergación en el avance del conocimiento científico. Del mismo modo, como tantos otros incomprendidos innovadores de la ciencia  Mendel, un incomprendido innovador de la clase obrera, tuvo que "abrirse paso a través de los paradigmas del conocimiento y los prejuicios sociales de su audiencia."  Si semejante avance "podía lograrse mejor omitiendo deliberadamente algunas observaciones de su informe y ajustando otras para hacerlas más aceptables para su audiencia, esas acciones podrían entonces justificarse por razones morales."

## Honores
- En Chequia, la Universidad Mendel y el Mendelianum, un centro dedicado a la obra de Mendel que forma parte del Museo de Moravia, se ubican en la ciudad de Brno.[25]
- En Sevilla, España, hay una calle con su nombre.
- En Córdoba, España, uno de los edificios del Campus de Rabanales de la Universidad de Córdoba lleva su nombre. Alberga, entre otros, al departamento de genética.[26]
- En Viena, Austria, hay una calle con su nombre.
- En 1994, el Colegio Mayor Universitario Mendel de Brno pasa a llamarse con su nombre en su honor.
- Un colegio mayor de Madrid lleva su nombre.
- En Argentina, el 8 de febrero se celebra el día del Genetista, en honor a la primera fecha de la presentación de sus trabajos.
- En Aguascalientes (México) está el Instituto Mendel.

### Epónimos
Botánica:
- (Amaryllidaceae) Amaryllis mendelii Hort.[27]
- (Aspleniaceae) Asplenium × mendelianum D.E.Mey.[28]
- (Asteraceae) Hieracium × mendelii Peter[29]
- (Cactaceae) Mammillaria mendeliana (Bravo) Werderm.[30]
- (Cactaceae) Neomammillaria mendeliana Bravo[31]
- (Chenopodiaceae) Chenopodium × mendelii F.Dvořák[32]
- (Orchidaceae) Aerides mendelii Hort. ex E.Morren[33]
- (Orchidaceae) Cattleya mendelii L.Linden & Rodigas[34]

Astronomía:
- Cráter lunar Mendel[35]
- Cráter marciano Mendel[36]
- Asteroide (3313) Mendel[37]

- La abreviatura «Mendel» se emplea para indicar a Gregor Mendel como autoridad en la descripción y clasificación científica de los vegetales.[38]